# 田中冴花
田中 冴花（たなか さえか、1986年9月25日 - ）は日本のタレント、モデル。埼玉県出身。所属事務所はフェザーインターナショナルだった。

## 来歴
2006年、東京都内の大学在学中にデビュー。当初はモデル、グラビアアイドルとして活動する他、2007年には『Team BOSS・INGING Formula Nippon』、2008年には『Privee Zurich GT』のレースクイーンを務める。その後所属事務所の方針で、彼女自身が兼業農家出身であることから2008年頃より、「農ドル」（農業アイドル）のキャッチコピー付きで活動することになる。2009年からは、キックボクシング団体『J-NETWORK』でラウンドガールを務める。
2009年以降出演記録がなく、ブログの更新もないため、既に引退したものと思われる。

## 人物
実家が農家であることもあり、コンバインの運転が特技。実家は最寄り駅から自転車で30分の所にあるという。その他特技はバスケットボール、趣味はテニス。大学時代はテニスサークルに入っていた。

## 出演
- さんま&SMAP!美女と野獣のクリスマススペシャル（日本テレビ）
- 大人の自由時間・水曜日『なぎら開宝計画』（日本BS放送） - 準レギュラー
- ありえへん∞世界（テレビ東京） - 2009年1月28日、『ありえへんニッチアイドル』
- News!371〜RQ（スカイパーフェクTV! エンタ!371） - レギュラー
- バッハプラザ（テレビ埼玉） - 2009年3月まで隔週日曜日レギュラー
- カード学園（TBSテレビ） - レギュラー
- ひるおび!（TBSテレビ） - 2009年5月12日、『おびペディア』肩書きアイドル特集

## DVD
- Black&White（2007年4月25日、GPミュージアム）
- RQ360 田中冴花（2008年12月3日、マジカル）
- Graduation〜卒業〜（2009年2月27日、MediaForce）
- 再見～サヨナラさえか～「Remember me!!」（2009年12月18日、MediaForce）
- ～Ti Amo～「LOVE you all!!」（2009年12月18日、MediaForce）
- ドクロレイダー（2009年6月26日、ZENピクチャーズ）
- 女戦闘員物語 前編（2009年7月24日、ZENピクチャーズ）
- 女戦闘員物語 後編（2009年8月14日、ZENピクチャーズ）